# Uche Iheruome
Uche Iheruome (sinh ngày 14 tháng 4 năm 1987 tại Lagos) là cầu thủ bóng đá người Nigeria chơi vị trí tiền đạo cho câu lạc bộ FLC Thanh Hóa ở Việt Nam.

## chú thích
1. ↑  Futbolinis - Uche Iheruome (born 1987)